# جامعة زاخو
جامعة زاخو هي جامعة حكومية، تديرها حكومة إقليم كردستان، وتقع في زاخو دهوك، كردستان العراق(شمال العراق).

## التاريخ
أعلن تأسيسها باعتبارها جامعة مستقلة في يوليو، 2010 إلا أن نواة تكوينها في سنة 2005 حيث وضع مسعود برزاني رئيس إقليم كردستان الحجر الاساس لكليتي التربية والتجارة التي كانت سابقاً تتبع لجامعة دهوك وقال هذا أساس لجامعة زاخو، ثم تأسيس جامعة زاخو مع ثلاث جامعات أخرى جديدة بقرار من برلمان إقليم كردستان لمعالجة الطلب المزايد على الدراسات العليا في المنطقة.

## الكليات

### كلية العلوم
وبمجرد الانتهاء من الحرم الجامعي الجديد في زاخو، وكليات التربية والتجارة، التي كانت تابعة من قبل جامعة دهوك تم نقلهم، في بداية العام الدراسي 2005/2006. بعد أن أعلنت جامعة زاخو بوصفها جامعة مستقلة وفقا لقرار رئيس الوزراء رقم 1670، في يوليو، 8TH 2010 وزارة التعليم العالي قرار رقم 644 بتاريخ 12 يوليو 2010، أعيد تنظيم كليات التربية والتجارة في كليات العلوم والعلوم الإنسانية.
تضم كلية العلوم خمسة أقسام:
- مادة الأحياء
- كيمياء
- علوم فيزيائية
- علوم الكمبيوتر
- الرياضيات
- العلوم البيئية، من المتوقع أن يتم افتتاحه في سبتمبر 2011

مدة الدراسة في الكلية أربع سنوات أكاديمية وسوف تخرج الحصول على بكالوريوس. شهادة البكالوريوس في العلوم. وسيتم منح الطلبة المقبولين في كلية التربية بكالوريوس. شهادة البكالوريوس في التربية والتعليم. ينخرط كلية في طلاب المرحلة الجامعية لحظة 982. كلية تقدم برامج الدراسات العليا (ماجستير. والدكتوراه).
أعضاء هيئة التدريس لديها درجة عالية من الكفاءة والخبرة أعضاء هيئة التدريس تقديم الطلاب مع برامج ذات جودة عالية وباستخدام التدريس الحديثة والمرافق العملية لتلبية متطلبات السوق. أيضا، كلية تحمل لنا العديد من المؤتمرات وورش العمل والدورات التدريبية لأعضاء هيئة التدريس والموظفين التقنيين وكذلك معلمي المدارس من مختلف أنحاء كردستان كجزء من برنامج بناء القدرات.

### كلية الهندسة
تأسست كلية الهندسة في صيف 2013. جامعة زاخو أعلنت هندسة البترول باعتباره أول قسم من كلية الهندسة في عام 2013، وذلك بسبب الطلب المتزايد على مهندسي البترول وإنتاج النفط في المنطقة. في الواقع، وسيتم إطلاق المزيد من الإدارات في المستقبل. مدة الدراسة في الكلية أربع سنوات أكاديمية، وسوف طلاب الدراسات العليا الحصول على درجة البكالوريوس في العلوم (البكالوريوس). أعضاء هيئة التدريس لديها هيئة التدريس كفاءة عالية وخبرة، وتزويد الطلاب مع برامج ذات جودة عالية وأنهم يستخدمون التدريس الحديثة والمرافق العملية لتلبية الاحتياجات الصناعية. وبالإضافة إلى ذلك، أنشأت كلية صلات قوية مع الصناعة والتعاون الأكاديمي مع مختلف الجامعات مثل جامعة ليدز، وجامعة ديربي، جامعة نوتنغهام، وجامعة ولاية كولورادو، وكذلك الجامعات المحلية في المنطقة.
تضم كلية الهندسة قسمين:
- هندسة البترول
- مهندس ميكانيكي

### كلية العلوم الإنسانية
ويشمل كلية العلوم الإنسانية ستة أقسام:
- اللغة الكردية
- اللغة الإنجليزية
- اللغة العربية
- اللغة التركية
- التاريخ
- الدراسات الإسلامية

### كلية التربية
ويشمل كلية العلوم الإنسانية ثلاث مدارس وهي:
- كلية التربية الرياضية
- مدرسة للتعليم الأساسي
- مدرسة علم النفس العام

## وصلات خارجية
موقع الجامعة